# 乳源ヤオ族自治県
乳源ヤオ族自治県（にゅうげん-ヤオぞく-じちけん）は中華人民共和国広東省韶関市に位置する自治県。

## 地理
乳源県は韶関市区西部に位置し、東は武江区、西は陽山県、南は英徳市、北は楽昌市、西北は湖南省宜章県に接する。

## 歴史
1167年（乾道3年）、南宋により乳源県が設置される。1963年10月に乳源ヤオ族自治県が成立し現在に至る。

## 行政区画
9鎮を管轄する
- 乳城鎮、一六鎮、桂頭鎮、洛陽鎮、大布鎮、大橋鎮、東坪鎮、游渓鎮、必背鎮